# Daniela Elbahara
Daniela Elbahara es una galerista y emprendedora de arte contemporáneo de México. Fundó y dirigió Galería Yautepec, Feria de Arte Material, Galería Daniela Elbahara y su sello musical Hip Hop League DF.

## Primeros años y educación
Elbahara es de Monterrey, México y se graduó de la Universidad Regiomontana en 2001. Posteriormente obtuvo un MFA de The New School University of New York en 2006.

## Trayectoria
Elbahara, junto a Brett Shultz, fundó Galería Yautepec, que "inició el 18 de enero de 2008, en la Ciudad de México, exhibiendo el trabajo de jóvenes artistas nacionales e internacionales".
Elbahara fundó Hip Hop League DF en 2014 para promover artistas de rap mexicanos.
Elbahara fundó Feria de Arte Material en la Ciudad de México también con Brett Shultz en 2014. Material corre paralelo y complementa la feria de arte más grande y establecida Zona Maco, pero con orientación a artistas y galerías emergentes. Ha sido descrito como "pequeño, enérgico, amigable e impredecible" y como una "feria más íntima". En su primer año contó con 40 galerías internacionales y "tuvo la mejor sala VIP". En 2017, Elbahara dejó Material para dedicarse a otros proyectos.
En 2015, Daniela Elbahara fue catalogada como una de los "50 mexicanas más creativos en el mundo" por la revista Forbes.
Lanzó su nueva galería, Galería Daniela Elbahara (o Daniela Elbahara Studios), en 2019 en La Condesa, Ciudad de México. Elbahara hizo la galería accesible virtualmente y con cita previa durante la pandemia de COVID-19, e incluyó una exposición del artista mexicano Rodrigo Echeverría en marzo de 2021. En 2021, Elbahara fundó una feria de diseño y arte llamada Salón Cosa. Se mostró en la Ciudad de México y Guadalajara entre críticas favorables.